# Franziska van Almsick
Franziska van Almsick, nemška športnica, * 5. april 1978, Berlin, Nemčija, je nekdanja nemška plavalka in večkrat svetovna in evropska prvakinja. Od 1. aprila je namestnica predsednika nadzornaga sveta v ustanovi "Nemška športna pomoč", (Stiftung Deutsche Sporthilfe).

## Življenje
Franziska van Almsick, ki jo oboževalci in mediji imenujejo tudi »Franzi«, je začela s plavanjem pri petih letih. S sedmimi leti je bila sprejeta v plavalni vadbeni center v vzhodnem Berlinu, kjer je bila najmlajša. Kmalu zatem je šla v otroško in mladinsko športno šolo, in že z 11 leti je zmagala na otroški in mladinski spartakiadu, 9 zlate medalje. Po mladinski tekmi NDR, je zmagala na mladinskem evropskem in svetskem prvenstvu. Od leta 1996 je trenirala pri plavalski skupnosti v Neukölnu Berlin (SG Neukölln Berlin) z glavnim trenerjem Nobertom Warnatzschom, pri športnem klubu v Berlinu pa z Dietrom Lindemannom.
Leta 1992 je dosegala svojo prvo svetovno pokalno zmago na 100m prosti slog v kratkih bazenih in plavala svetovni rekord na 50m prosto plavanje. Na letnih olimpijskih igrah v Barceloni leta 1992 je osvojila srebrno medaljo na 200m prosti slog, srebro na 4×100m v dolgih bazenih in bron na 100m prosti slog in pri 4×100m prosto slog štafeta. Po olimpijskih igrah v Barceloni je napredovala v prvo vsenemško športno zvezdo, po nemški ponovni združitvi je njena stopnja poznanosti bila primerljiva s pop zvezdami.
V sezoni leta 1993 je na  svetovnem prvenstvu trikrat postavljala novi svetovni rekord in je postala skupna zmagovalka svetovnega prvenstva. Na evropskem prvenstvu v plavanju leta 1993 v Scheffielda je dobila 6 zlatih medalj in bila za svoje dosežke izbrana za športnico leta.
Njen nastop na evropskem prvenstvu v plavanju v Rimu je bil dramatičen. V svoji paradni disciplini 200m prosti slog se kot 9 v polfinalu ni kvalificirala v finale. Njena moštvena kolegica Dagmar Hase, ki se je kvalificirala, ni nastopala v finalu in njeno mesto se je sprostilo za Almsickovo. Ta finale je bilo potem triumf za Berličanko, postala je svetovna prvakinja, pri čemer je istočasno postavila svetovni rekord. Na olimpijskih igrah leta 1996 v Atlanti je na štartu 200m prosti slog bila velika favoritinja za zmago, toda osvojila je »samo« srebrno medaljo. To je bil začetek lova na olimpijsko zmago, ki nji ni uspel do konca kariere leta 2004. Športno razočaranje za njo so bile olimpijske letne igre leta 2000 v Sydneju, po tistem se je vrnila v Nemčijo ne da bi se uvrstila v finale; s štafeto je osvojila bronasto medaljo. V prejšnjih letih so jo nemški množični mediji hvalili do neba, zdaj pa so jo kritizirali. Berlinski bulevardski časopis B.Z. jo je imenoval v »Franzi iz špeha«. Konec kariere se je zdel blizu. Na evropskem plavalnem prvenstvu leta 2002 je dobila 5 zlatih medalj v svojem domačem mestu Berlinu, med drugim naslov na 200m prosti slog, pri čemer je svoj svetovni rekord iz leta 1994 še enkrat izboljšala in je postala favoritka olimpijskih iger leta 2004. Za ta povratek je bila leta 2002 spet izbrana za športnico leta, počaščena z več odlikovanji za povratek leta in  bila je proslavljena od medijov. Njen takratni rekord se je obdržal do plavalnega svetovnega prvenstva leta 2007, pri katerem je italijanka Federica Pellegrini poboljšala rekord za 17 stotink. Olimpijske igre leta 2004 v Atenah bi morale biti njen vrhunec kariere. Ampak spet ji ni uspelo dobiti olimpijsko zlato. Kariero je zaključila z bronasto medaljo na 4×200 metrov štafeta prosti slog (z novim evropskim rekordom) in na 4×100 metrov mešani slog, poleg tega je osvojila 5 mesto na 200 metrov prosti slog. Franziska van Almsick je dobila 18 zlatih medal na evropskih prvenstvih in dva naslova na svetovnem prvenstvu. Na plavalnem svetovnem prvenstvu v Montrealu leta 2005, na plavalnem svetovnem prvenstvu v Budimpešti leta 2006, na plavalnem svetovnem prvenstvu v Melbournu leta 2007, na olimpijskih igrah v Pekingu leta 2008 in na olimpijskih igrah v Londonu leta 2012 je delala kot komentatorka za ARD- televizijo. Leta 2006 je komentirala za kratek čas Formulo 1 na RTL-televiziji. 1. decembra 2008 je bila van Almsickova imenovana za namestnico predsednika društva »Nemška športna pomoč« Wernera E. Klattena, pristojna za šport. Od 1. aprila 2010 je delala v nadzornem svetu društva. Poleg tega se je angažirala v zadnjih letih kot ambasadorka pri fundaciji Sky.

## Zasebnost
Med svojo športno kariero se je udeležila tudi profesionalnega fotografiranja. Med drugim je pozirala dvakrat za moško revijo »Maxim« v plavalnem oblačilu in v spodnjem perilu.
Od leta 2000 do leta 2004 je bila poročena z rokometašem Stefanom Kretzschmarjem. S svojim sedanjim življenjskim sopotnikom, podjetnikom Jürgenom B. Harderjem se je  spoznala leta 2005. Par živi v Heidelbergu in ima dva sinova.
Pod naslovom »Aufgetaucht« je leta 2004 objavila svojo biografijo.

## Nagrade in Priznanja
- (DSV-Nemško športno društvo) Nemška plavalka leta: 1992, 1993, 1994, 1995
- (AIPS-Mednarodno združenje športnih novinarjev) Svetovna športnica leta: 1993
- (AIPS- Evropa) Evropska športnica leta: »Trofeja Evgene Bergant« 1993
- Svetovna plavalka leta: 1993
- Evropska plavalka leta: 1993, 1994, 2003
- Nosilka odlikovanja mesta Berlin: 2003

## Rekordi
Zaradi hitrega podiranja rekordov v plavanju, Almsickova trenutno nima nobenega svetovnega ali evropskega rekorda, tudi nobenega državnega rekorda. V svoji aktivni karieri je postavila svetovni rekord v kratkih bazenih na 50, 100 in 200 metrov prosti slog in svetovni rekord v dolgih bazenih na 200 metrov prosti slog. Je tudi svetovna prvakinja v štafeti 4×50m in 4×100m prosti slog.